# NGC 3041
NGC 3041 (również PGC 28485 lub UGC 5303) – galaktyka spiralna z poprzeczką (SBc), znajdująca się w gwiazdozbiorze Lwa. Odkrył ją William Herschel 23 marca 1784 roku. Jest to galaktyka z aktywnym jądrem.